# Baccalaureus
A baccalaureus (a. m. babérbogyós, babérkoszorús) olyan személy, akit babérkoszorúval ékesítettek fel. A legalacsonyabb akadémiai fokozat, melyet egyes korokban és országokban az egyetem (első három, esetleg négy évfolyamának) elvégzésével lehetett elnyerni. Ezt követte a magister (mester), majd a doctor (tanító) fokozat.
A baccalaureatus a középkori egyetemeken eredetileg azt az akadémiai fokozatot jelentette, amikor a diák elvégezte a triviumot, ami grammatikából, dialektikából és retorikából állt. Ezt követően a diák segédkezett a tanításban, majd a kvadriviéval folytatta a tanulmányait. Később a baccalaureus címet a bölcsészeti kar elvégzésével lehetett megszerezni, ami képesítette a diákot az egyetem többi karának látogatására is.
Angliában a baccalaureusi címmel rendelkezőknek jogukban áll címeradományért folyamodni a Címerhivatalhoz. Ez onnan ered, hogy a címmel rendelkezőknek érdemeikre való utalásul valamilyen rangjelölő eszközzel kell rendelkezniük. A babérkoszorú ebben a tekintetben a sisakra helyezett koronával egyenértékű. Ilyen babérkoszorút kaptak a győztes hadvezérek, a doktorrá avatottak, az énekesek és a koszorús költők, akiknek koszorúját néha a címerábrázolásokon is láthatjuk.